# جيمس جاكس
جيمس جاكس (بالإنجليزية:  James Jakes)‏ مواليد 4 أغسطس 1987 في ليدز، هو سائق فورملا 1 بريطاني.

## سباقات شارك فيها
- بطولة فورمولا 3 البريطانية
- سلسلة إندي كار
- إنديانابوليس 500

## وصلات خارجية
- الموقع%20الرسمي